# Paul Pitt

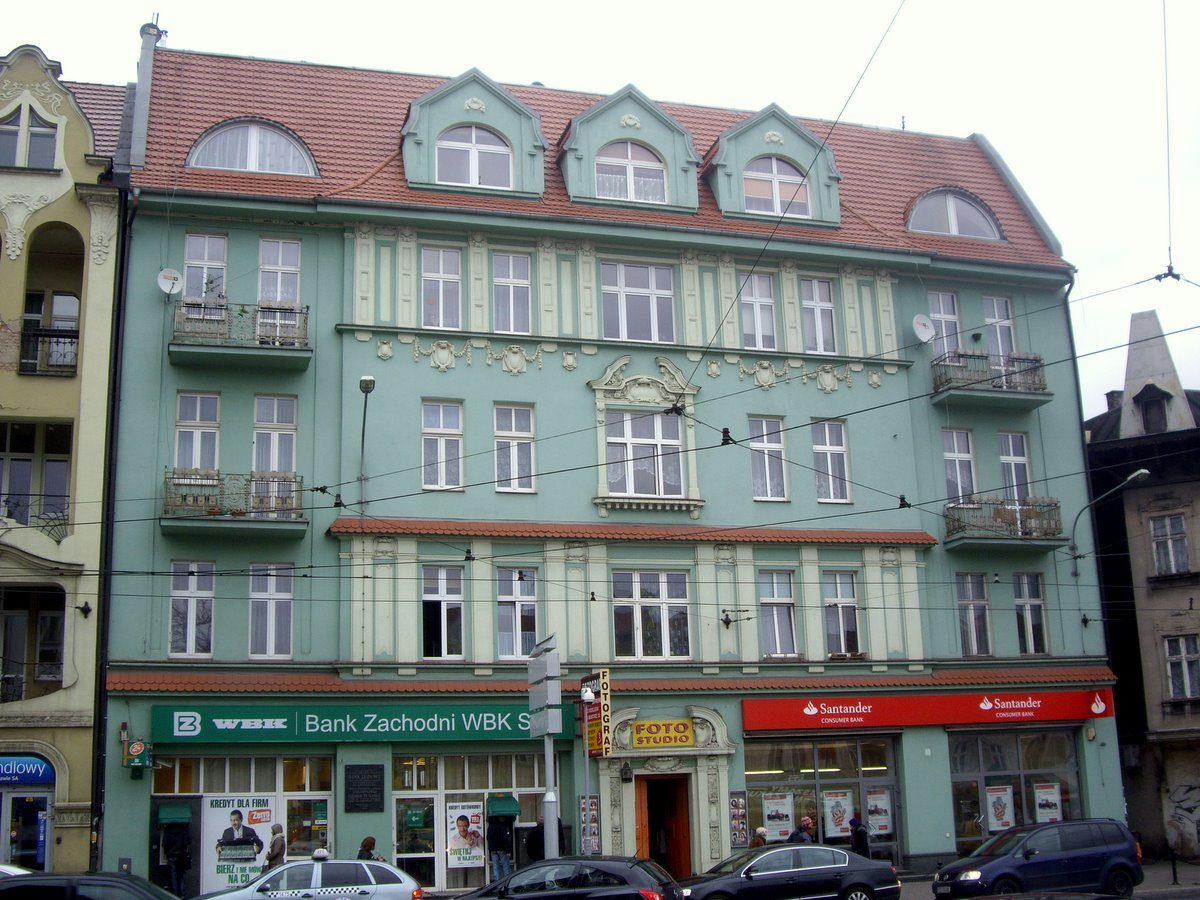
Kamienica przy ul. Dąbrowskiego 53/55 w Poznaniu (1910)

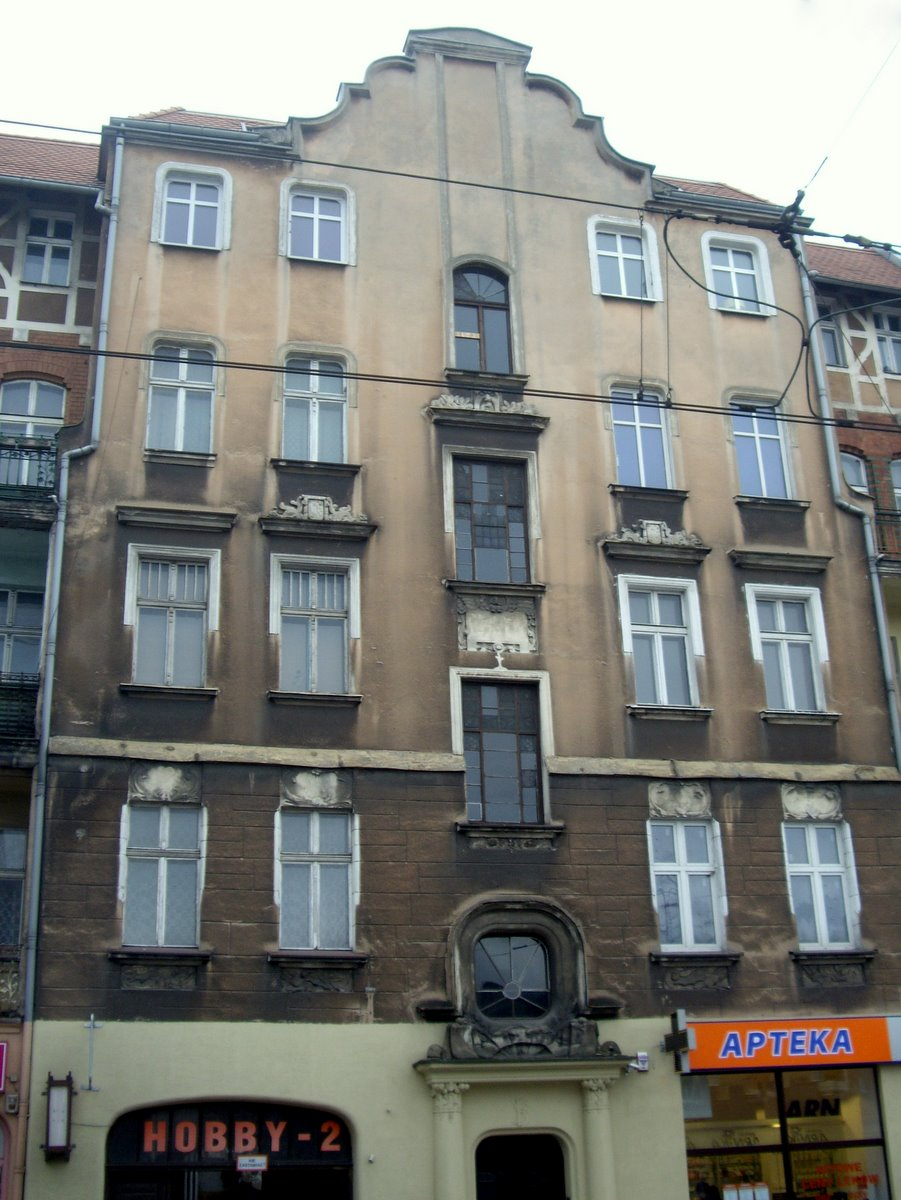
Kamienica przy ul. Dąbrowskiego 86 w Poznaniu (1904)

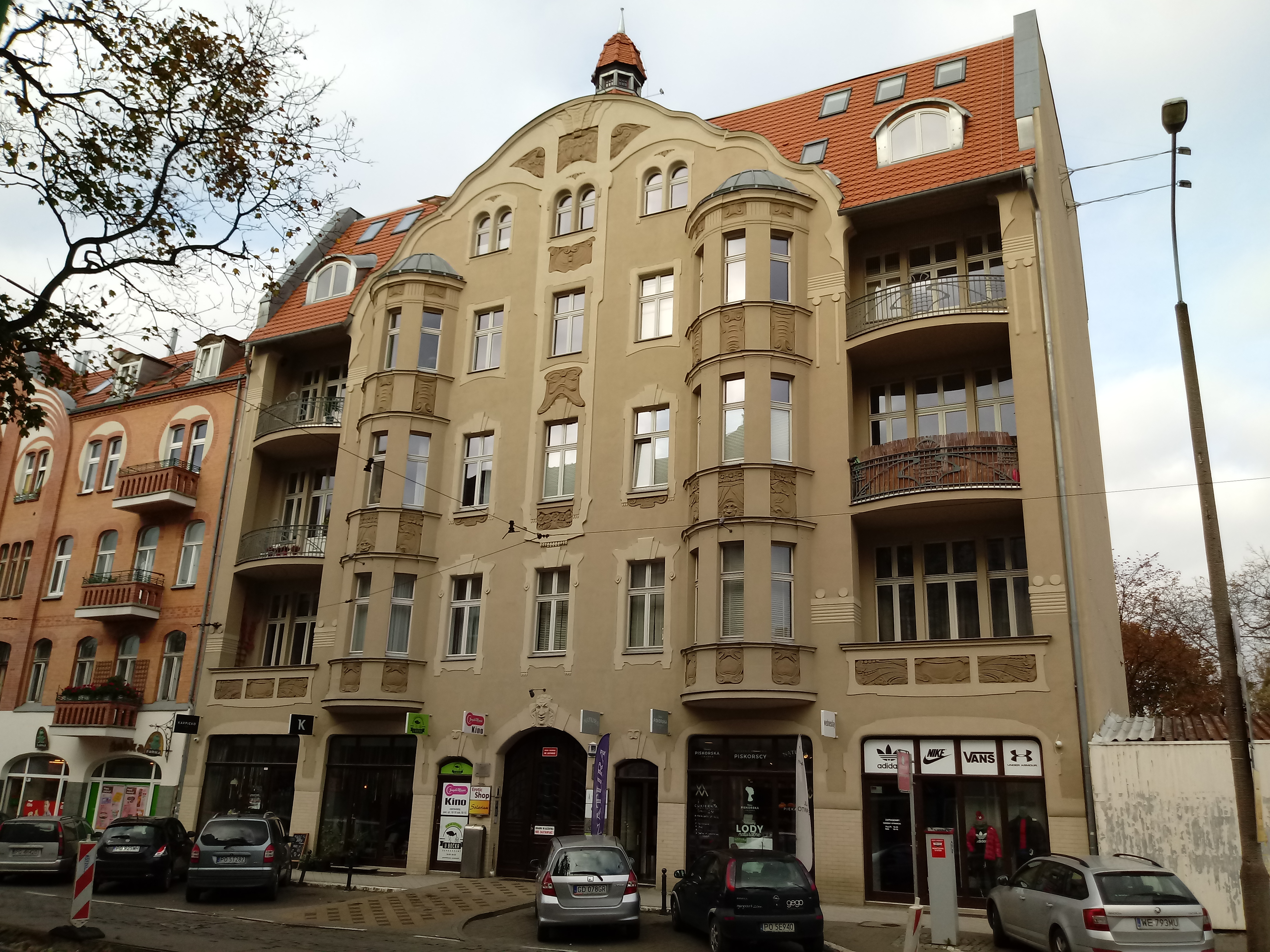
Kamienica projektu Paula Pitta przy ul. Dąbrowskiego 33

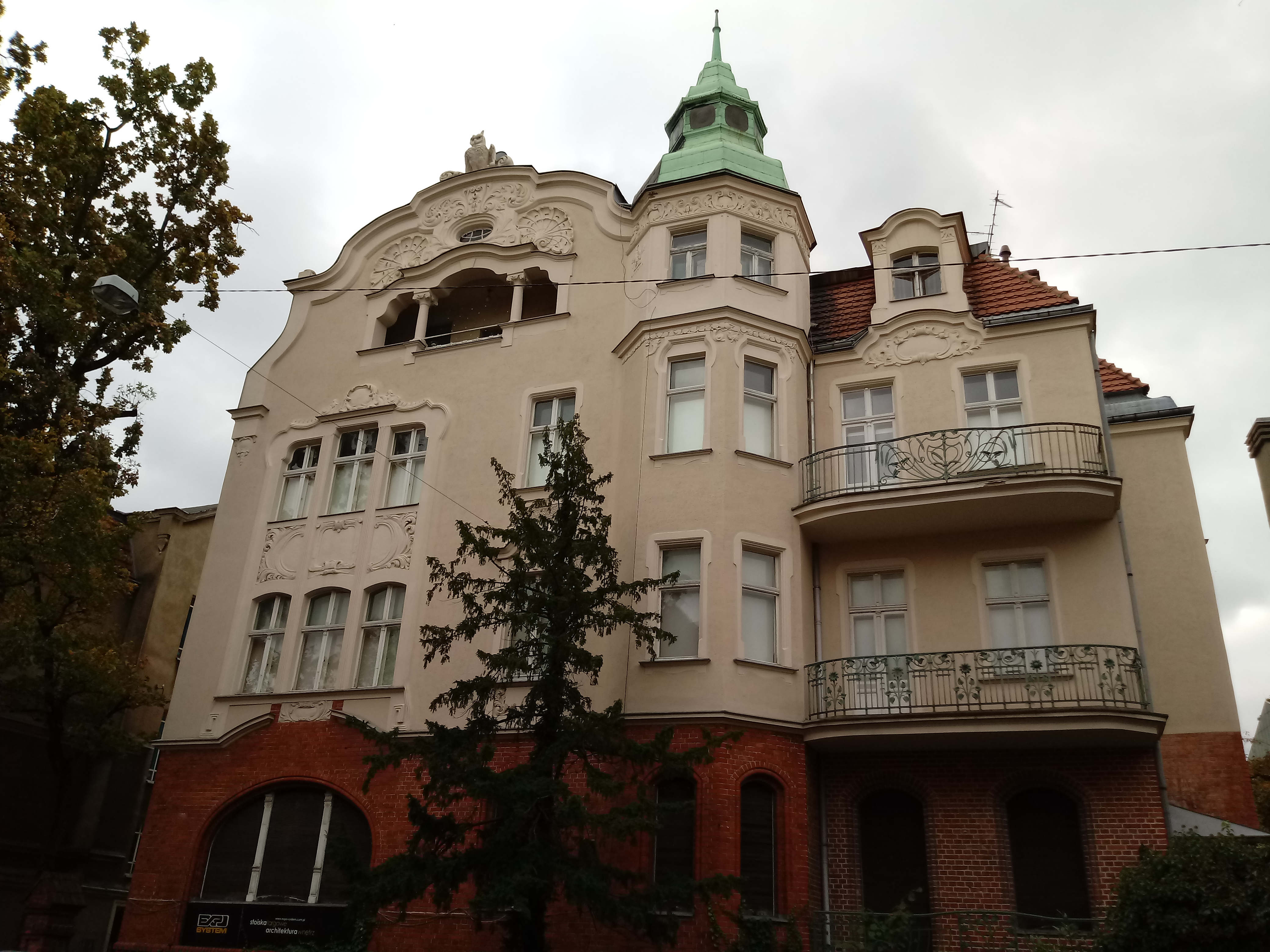
tzw. Willa „Pod sową” projektu Paula Pitta przy ul. Elizy Orzeszkowej 9/11

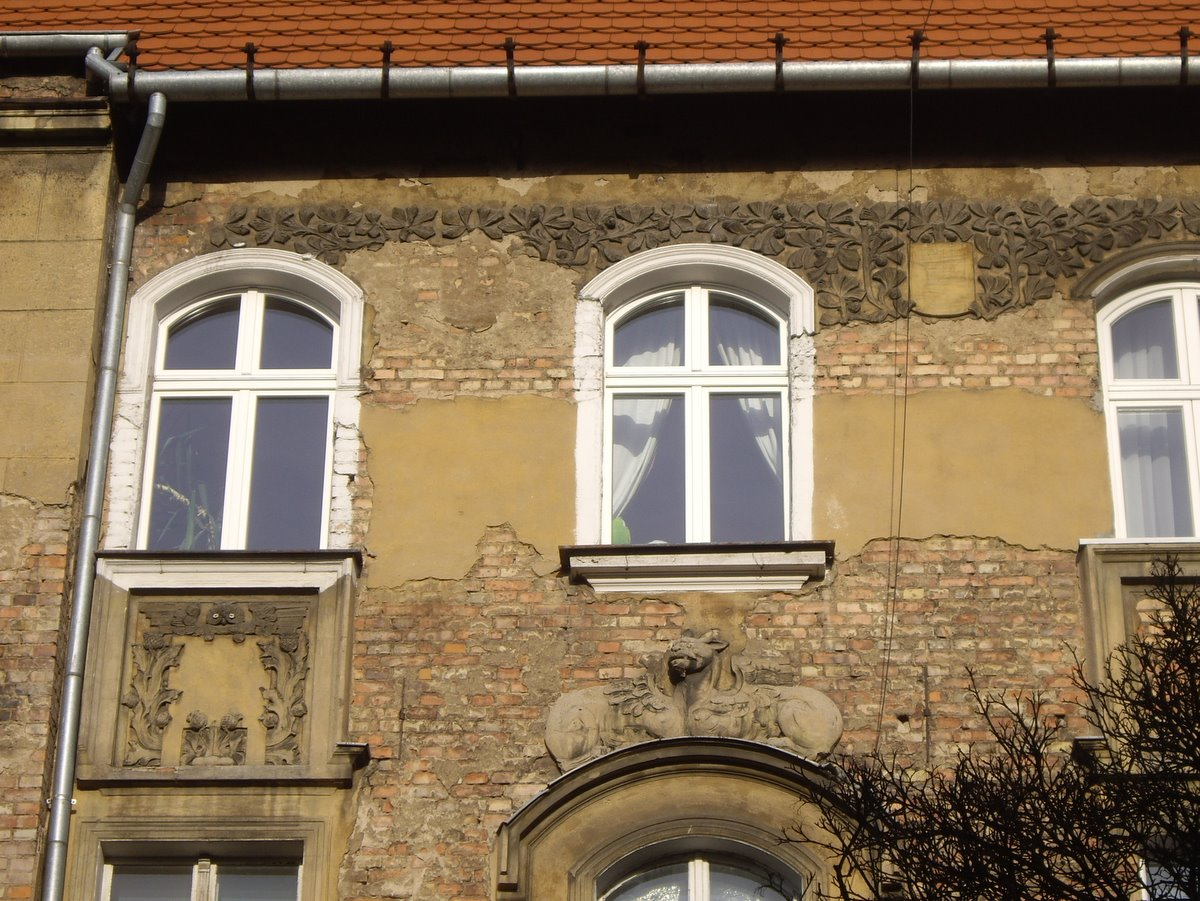
Zniszczony secesyjny detal w kamienicy przy ul. Jackowskiego 25 w Poznaniu, sztukator Bolesław Richelieu (1902)

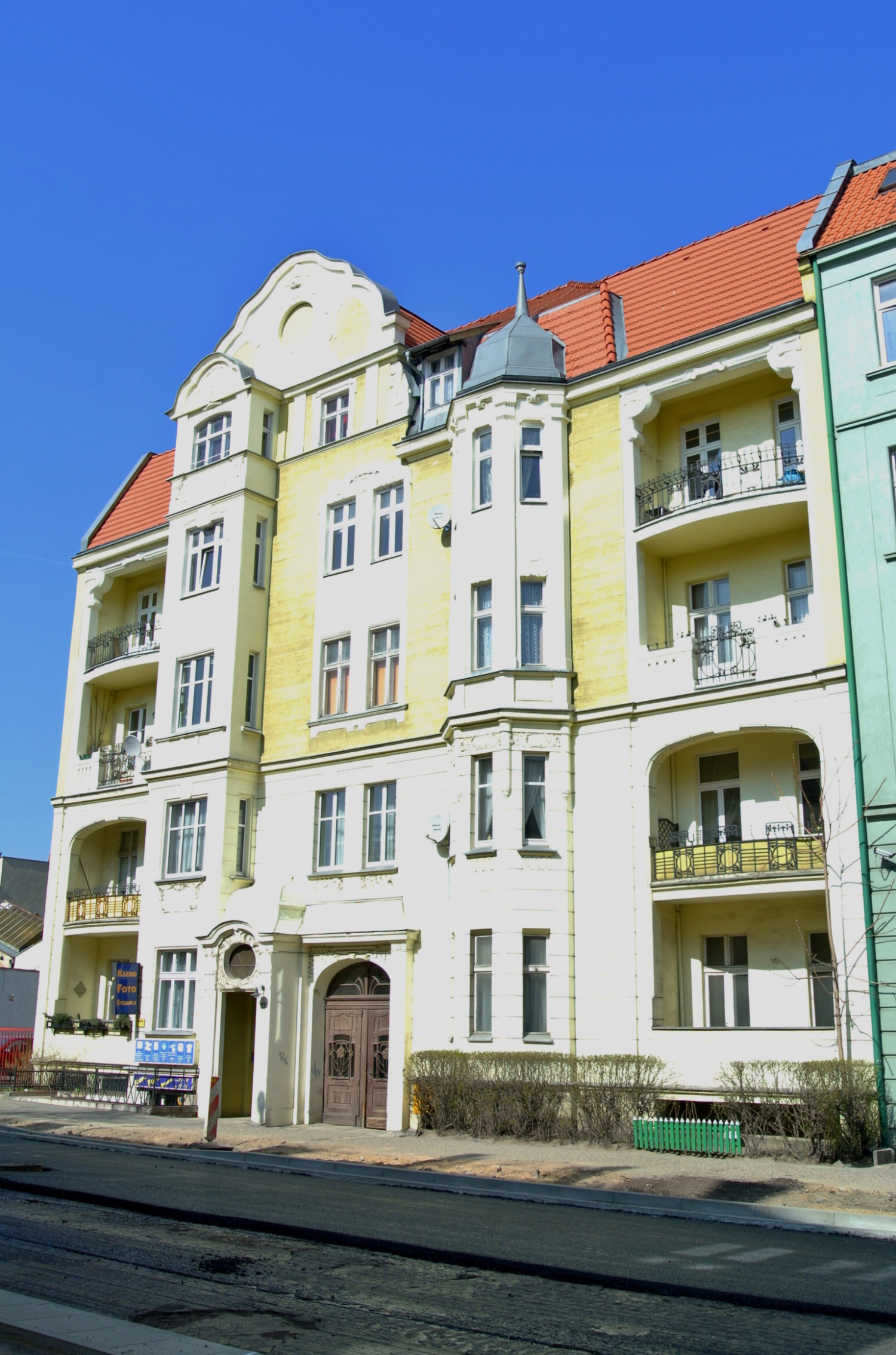
Kamienica przy ul. Bukowskiej 33 w Poznaniu (1903)

Paul Pitt (ur. 14 kwietnia 1875 w Swarzędzu, zm. ?) – niemiecki architekt działający na terenie Poznania na przełomie XIX i XX wieku.

## Działalność architektoniczna
Syn bogatego handlarza nierogacizną Heinricha Pitta. Studia architektoniczne ukończył prawdopodobnie w Berlinie. W Poznaniu działalność rozpoczął w roku 1898, a pierwszym projektem był rodzinny dom przy ul. Wawrzyniaka 45a (dawniej Cesarza Fryderyka) z roku 1899. Dzięki pozycji finansowej swojego ojca Pitt mógł projektować okazałe kamienice na zakupionych przez niego działkach. Umożliwiało mu to budowanie niezależne od gustów indywidualnych inwestorów, co wpłynęło na jednorodne stylowo kształtowanie fasady kamienicy czy zespołów domów i utrwalanie charakterystycznego dla architekta stylu. Ów styl podobał się również potencjalnym klientom, o czym świadczy duża liczba zrealizowanych projektów domów, willi, a także budynków szkolnych. Pitt, obok Oskara Hoffmanna i spółki Böhmer i Preul, był jednym z popularnych architektów początku XX wieku w Poznaniu.
Pitt przy prawie wszystkich realizacjach do roku 1906 współpracował ze sztukatorem Bolesławem Richelieu, a później ze Stanisławem Duszewskim.

## Styl
Charakterystyczna dla architekta jest symetrycznie ukształtowana fasada ze zrównoważonym rozłożeniem wykuszy i loggi oraz czasem asymetrycznych wieżyczek, a przede wszystkim z secesyjnym detalem obramienia okien i bogatą sztukaterią o motywach roślinnych i zwierzęcych, często umieszczaną w wydzielonych prostokątnych polach podkreślających podziały na elewacji. Stosuje też neorenesansowy detal jak boniowanie o zróżnicowanej fakturze tynku w części przyziemnej budynków czy kratownicowe podziały na elewacji i we wnętrzach.
Pitt jako jeden z pierwszych umieszczał na budynkach swoje sygnatury (często wykonane w piaskowcu), np. na domach przy ul. Matejki 3 i 47, Grunwaldzkiej 20a, Orzeszkowej 9/11 czy Dąbrowskiego 33. Po roku 1902 inne poznańskie pracownie przejęły ten zwyczaj np. pracownia Oskara Hoffmanna.

## Wybrane realizacje

### Zabytki
- Dom przy ul. Grunwaldzkiej 20a dla sztukatora Bolesława Richelieu – 1901 – rej. zabytków m. Poznania nr 697/Wlkp/A z 20.07.2008[2]
- Dom przy ul. Jackowskiego 25 (dawniej Nollendorfa) – 1902 – rej. zabytków m. Poznania nr A-341 z 04.05.1993[2]
- Dom przy ul. Dąbrowskiego 86 (dawniej Wielka Berlińska) – 1904 – rej. zabytków m. Poznania nr A-415 z 08.06.1993[2]
- Dom przy ul. Grunwaldzkiej 23 dla O. Fechnera – 1905 – rej. zabytków m. Poznania nr A-354 z 26.03.1992[2]
- Kamienica narożna przy ul. Matejki 40/41 – 1906–1907 – rej. zabytków m. Poznania nr A-462 z 27.04.1999[2]
- Kaplica cmentarna na cmentarzu ewangelickim w Czempiniu[3]

### Inne
- Dom rodzinny przy ul. Wawrzyniaka 45a (dawniej Cesarza Fryderyka) – 1899
- Dom na rogu ul. Matejki i Grunwaldzkiej 20b (dawniej Nowoogrodowa i Augusty Wiktorii) – 1900
- Dom przy Matejki 47 (dawniej Nowoogrodowa) – 1902
- Kamienica przy ul. Bukowskiej 33 – 1903
- Domy przy Matejki 3–7 – 1902–1904
- Dom przy ul. Orzeszkowej 9/11 (dawniej Schillera)
- Dom przy ul. Dąbrowskiego 33
- Dom przy ul. Dąbrowskiego 34 dla T. Neukrantza – 1904
- Kamienica przy ul. Szamarzewskiego 24 (dawniej Cesarza Wilhelma) dla S. Nowakowskiego – 1904
- Kamienica przy ul. Dąbrowskiego 55 dla rodziców Pitta – 1910